# Анищенко Алла Михайлівна
А́лла Миха́йлівна Ани́щенко (нар. 17 січня 1937, Полтава, Україна) — українська архітекторка, заслужена архітекторка УРСР (1985), лауреатка Державної премії УРСР в галузі науки і техніки 1982 року.

## Біографія
Народилася в Полтаві 1937 року. 1960 року закінчила Київський художній інститут. По закінченню навчання працювала в КиївЗНДІЕП. Самостійно та в співпраці з видатною архитекторкою Наталею Чмутіною створила численні проекти у Києві, інших українських містах та містах СРСР. Серед визначних проектів Алли Анищенко — криті ринки з вантовими конструкціями у Києві («Залізничний», 1973); Черкасах («Центральний», 1972); Харкові («Салтівський», 1979), Рівному (1979); Махачкалі («Анжі-Базар», 1982, зруйновано в 2016 році). Авторка проекту готелю «Либідь» (Київ, 1970) та реконструкції Республіканського стадіону в Києві (нині Національний спорткомплекс «Олімпійський»; 1966–67, 1978–80); універсаму на Печерській площі у Києві (1984), курортно-оздоровчого комплексу в селі Сичавка Одеської області (1994).